# Cligneval
Cligneval est un hameau de la commune et ville belge de Malmedy située en Région wallonne dans la province de Liège. 
Avant la fusion des communes de 1977, Cligneval faisait partie des communes de Malmedy et de Bellevaux-Ligneuville.

## Étymologie
Cligneval signifie Vallon en pente venant du latin clinare : pencher, devenu en wallon : clintchî.

## Situation
Situé sur le versant est de la Warche dans un  environnement de prairies, le hameau ardennais de Cligneval prolonge le hameau de Falize vers le sud en direction de Bellevaux.